# Burton Hastings
Burton Hastings – wieś w Anglii, w hrabstwie Warwickshire. Leży 29 km na północny wschód od miasta Warwick i 141 km na północny zachód od Londynu.